# 思春の泉
『思春の泉』（ししゅんのいずみ）は、1953年（昭和28年）11月3日公開の日本映画である。中川信夫監督、新東宝と俳優座の製作提携作品、新東宝の配給作品である。白黒映画、スタンダードサイズ、10巻 / 2,420メートル（1時間28分）。宇津井健の映画デビュー作である。のちに『草を刈る娘』（くさをかるむすめ）と改題した。

## 概要
原作は石坂洋次郎の小説『草を刈る娘』。東北の農村を舞台にした青春喜劇であり、岩手山麓の田頭村（現・岩手県八幡平市）でロケーションが行われた。当時俳優座に所属していた宇津井健を映画デビューさせようとする作品でもあり、俳優座が提携し、千田是也や岸輝子に東野英治郎など俳優座のメンバーも多く出演している。
公開当時の朝日新聞夕刊（日時不詳）で高評価を受け、日本以外にソ連でも一般公開されるなど、中川信夫が監督した文芸映画の中では評価が高い部類に入っている。また、中川は戦時中の映画製作本数減少にともない東宝を契約解除されているが、本作の公開後、東宝撮影所前のバス停で森岩雄東宝撮影所長（当時）から声をかけられ「東宝に帰ってきませんか」と誘いを受けて、中川いわく「グッときた」というエピソードが残っている中川は東宝を契約解除になった日のことを「石をもて追はるる如くふるさとを出でしかなしみ消ゆることなし」という詩にしたためていたことをこの森との邂逅の後で思い出したと、後に自叙伝の中で語っている。
本作は後にメインタイトルを原作どおりの『草を刈る娘』に変えている。時期と経緯は不明だが、原作2度目の映画化である西河克己監督、吉永小百合主演の日活作品『草を刈る娘』（1961年）の前後にタイトルを変えて再上映されたものと推測される。CS日本映画専門チャンネルで放映された国立近代美術館フィルムセンター所蔵版（2007年7月24日初回放映）では、メインタイトルが『思春の泉』ではなく『草を刈る娘』となっているのが確認できる。ただし、現在においても正式名称は、キネマ旬報その他のデータベースでは『思春の泉』とされることから、本項目もそれに従った。

## あらすじ
東北の農民たちにとって、秋の馬草刈りは小屋掛けをして若者たちが大挙して集まる1年の中で最も楽しい時期であり、若者たちの間で恋が芽生える季節でもある。草刈りの陣頭指揮をするそで子婆さんとため子婆さんは毎年この時期に若者たちの縁組をまとめてきたが、今年はそれぞれ自分の村に住むモヨ子と時造の縁組をまとめようということになった。村娘たちに混ざって裸になり泉で水浴びするモヨ子に時造は胸をときめかせ、2人の婆さんが訪ねた占い師はこの縁談が吉であると予言して滑り出しは快調だったが、時造に気のある村の芸者チョン丸が2人の間に割って入ったり、時造がモヨ子を押し倒して乱暴を働く事件が起こったりして、雲行きが怪しくなってくる。2人の諍いは、やがてそで子婆さんとため子婆さんの喧嘩に飛び火し、二つの村を巻き込んだ騒動に発展していくのだった。

## スタッフ
- 監督： 中川信夫
- 製作： 高木次郎、山崎喜暉、佐藤正之
- 原作： 石坂洋次郎
- 脚色： 館岡謙之助
- 撮影： 横山実
- 美術： 北川勇
- 照明： 関川次郎
- 音楽： 斎藤一郎
- 録音： 中井喜八郎
- 編集： 長田信
- 助監督： 瀬川昌治

## キャスト
- モヨ子： 左幸子
- 時造： 宇津井健
- そで子婆さん： 岸輝子
- ため子婆さん： 高橋豊子
- 四方七： 永井智雄
- 宿屋主人： 松本克平
- 娘とも子： 城美穂
- お婿さん： 天野創治郎
- 番頭常さん： 永井玄哉
- チョン丸： 阿部寿美子
- 中村巡査： 東野英治郎
- 妻かねさん： 辻伊万里
- 金作： 花澤徳衛
- 女房おたき： 三戸部スエ
- 佐五治： 成瀬昌彦
- とめ子： 松井博子
- 村娘はるの： 野村昭子
- 同しげ子： 藤川洋子
- 同たまえ： 阪口翠
- 同やえこ： 相原通子
- 同まつこ： 近藤富美子
- 村の若い衆： 早野寿郎
- 同： 光澤洋一
- 同： 佐藤充
- 同： 橋爪雄
- 同： 生井武男
- 同： 小林昭二
- 巫女： 城よし子
- 校長さん： 青山杉作
- 村長さん： 小沢栄
- 助役さん： 永田靖
- 住職： 千田是也
- 隠居： 東山千栄子
- 応援出演： 岩手県田頭村村民有志